# Comuna Krînîciuvate, Nikopol
Krînîciuvate (în ucraineană Криничувате) este o comună în raionul Nikopol, regiunea Dnipropetrovsk, Ucraina, formată din satele Dovhivka, Drujba, Holubivka, Krînîciuvate (reședința), Lebedînske, Lukiivka, Mendelieievka, Ohotnîce, Pahar, Tomakivske, Vesele și Zmahannea.

## Demografie
Componența lingvistică a satului Krînîciuvate
     Ucraineană (95,07%)
     Rusă (4,66%)
     Alte limbi (0,28%)
Conform recensământului din 2001, majoritatea populației satului Krînîciuvate era vorbitoare de ucraineană (95,07%), existând în minoritate și vorbitori de rusă (4,66%).